# Inside the Electric Circus
Inside the Electric Circus (с англ. — «Внутри электрического цирка») — третий студийный альбом американской хеви-метал-группы W.A.S.P., выпущенный 8 ноября 1986 года. Название альбома двусмысленно и может, наряду с буквальным переводом, переводиться как внутри волнующего шоу, внутри поразительного стриптиза и т. п.

## История
В связи с тем, что из группы ушёл гитарист Рэнди Пайпер, а на смену ему пришёл басист Джонни Род (ex-King Kobra), лидер группы Блэки Лолесс снова вернулся к ритм-гитаре, на которой и играл до W.A.S.P., так как бас-гитара была временным инструментом, на который он переключился из-за кадровых перестановок.
Таким образом, этот альбом стал первым с Лолессом в качестве гитариста.
Летом 1986 года группа прервала своё европейское турне и в Лос-Анджелесе приступила к записи альбома, с тем расчётом, чтобы успеть до конца года вернуться в Европу. Песни альбома были сочинены, отрепетированы, записаны и смикшированы за три месяца.
Основной темой альбома стало: «Добро пожаловать в Электроцирк, животные, которых вы увидите, безумны». Открывается альбом коротким интро с речью конферансье, зазывающего в цирк: «Ladies and gentlemen, boys and girls and wild ones of all ages…»
Первым, до выхода альбома, в октябре 1986 года вышел сингл 9.5.-N.A.S.T.Y, после чего группа продолжила европейское турне, выступая с такими группами как Iron Maiden и Slayer.
Позднее также вышел сингл «I Don’t Need No Doctor» — кавер-версию песни группы Ashford & Simpson.
В альбоме имеется ещё одна кавер-версия песни Easy Livin’ группы Uriah Heep.
Альбом добрался до 60 места в Billboard 200.
В 1997 году альбом прошёл ремастеринг и был перевыпущен компанией Snapper Music на компакт-диске с двумя бонус-треками
Несмотря на успех альбома, сам Блэки Лолесс невысоко оценивает его, отозвавшись о нём как о «усталый альбом уставшей группы». По его словам: «Все предыдущие [до записи альбома] три года мы только и делали, что записывались, гастролировали, снимались в клипах, отрабатывали фото-сессии и раздавали интервью, поэтому новые песни сочинять было просто некогда, подобное напряжение не только выматывало меня, я из-за этого еще и дико злился».

## Конверт
На конверте альбома расположена фотография Блэки Лолесса в клетке. Лидер группы полностью обнажён и на его теле масляными красками написана шкура тигра. Написание шкуры заняло 12 часов и обошлось в 22 000 долларов.

## Список композиций
| №  | Название                     | Автор(ы)                                | Длительность |
| -- | ---------------------------- | --------------------------------------- | ------------ |
| 1. | «The Big Welcome»            | Блэки Лолесс                            | 1:21         |
| 2. | «Inside the Electric Circus» | Блэки Лолесс                            | 3:33         |
| 3. | «I Don’t Need No Doctor»     | Джо Армстид, Ник Эшфорд, Валери Симпсон | 3:26         |
| 4. | «9.5.-N.A.S.T.Y.»            | Блэки Лолесс, Крис Холмс                | 4:47         |
| 5. | «Restless Gypsy»             | Блэки Лолесс                            | 4:59         |
| 6. | «Shoot From the Hip»         | Блэки Лолесс                            | 4:38         |

| №                   | Название                     | Автор(ы)                 | Длительность |
| ------------------- | ---------------------------- | ------------------------ | ------------ |
| 7.                  | «I’m Alive»                  | Блэки Лолесс             | 4:22         |
| 8.                  | «Easy Livin’»                | Кен Хенсли               | 3:10         |
| 9.                  | «Sweet Cheetah»              | Блэки Лолесс, Крис Холмс | 5:14         |
| 10.                 | «Mantronic»                  | Блэки Лолесс, Крис Холмс | 4:08         |
| 11.                 | «King of Sodom and Gomorrah» | Блэки Лолесс, Крис Холмс | 3:46         |
| 12.                 | «The Rock Rolls On»          | Блэки Лолесс             | 3:50         |
| Общая длительность: | Общая длительность:          | Общая длительность:      | 47:14        |

| №                   | Название            | Длительность |
| ------------------- | ------------------- | ------------ |
| 13.                 | «Flesh and Fire»    | 4:37         |
| 14.                 | «D.B. Blues»        | 3:24         |
| Общая длительность: | Общая длительность: | 55:15        |

## Участники записи
- Блэки Лолесс — вокал, ритм-гитара
- Крис Холмс — соло-гитара
- Джонни Род — бас-гитара, бэк-вокал
- Стив Райли — ударные, бэк-вокал